# Nueva Lente
Nueva Lente (julio de 1971-1983) fue una revista española de fotografía de carácter experimental y vanguardista.

## Historia

### Antecedentes: las revistas de fotografía en España entre 1950 y 1971
El mundo de las publicaciones especializadas en fotografía española se caracteriza por la escasez. La revista con mayor trayectoria era Arte Fotográfico, que recogía la producción de los fotógrafos en concursos, organizados normalmente por Agrupaciones o Sociedades fotográficas. De este modo las tendencias fotográficas estaban influidas por los jurados de esos concursos, que en ocasiones coincidían con el equipo editorial de la revista. Estas tendencias se encontraban enmarcadas en la fotografía documental y el pictorialismo.
Desde la Agrupación fotográfica almeriense (AFAL), en 1956, se crea una revista que recoge las tendencias fotográficas del momento en Europa y América. José María Artero García y Carlos Pérez Siquier consiguieron dar a conocer los nuevos fotógrafos españoles: Joan Colom, Gabriel Cualladó, Ramón Masats, Oriol Maspons, Alberto Schommer. Sin embargo, la censura impidió la publicación de muchas imágenes. La última revista se publicó en 1963 ante la falta de apoyo económico para continuar con su publicación.

### "Vale todo"
"Vale todo" es uno de los mensajes más difundidos por la revista. Se trata de un mensaje próximo a ciertas tendencias de arte conceptual que consideran la potencialidad artística de todas las personas con independencia de las dependencias de las tecnologías empleadas.
En el verano de 1971 aparece el número cero de la revista. Aunque es fruto del trabajo de un equipo dirigido por Bonifacio Varea, los directores artísticos son Carlos Serrano y Pablo Pérez-Mínguez. Se ofrecía un panorama totalmente diferente del modo de hacer fotografía, se solicitaba la participación de los fotógrafos con total libertad. Un número destacado fue el dedicado al autorretrato, que tuvo una participación muy alta de los jóvenes fotógrafos españoles que la revista bautizó como "Quinta Generación" y entre los que se encontraban Joan Fontcuberta, Miguel Oriola, Jorge Rueda, Eduardo Momeñe, Juan Ramón Yuste, Saturnino Espín, Benito Román, José Rigol, Miguel Pascual y Pere Formiguera.
Entre las diferentes secciones de la revista estaban: "GUÍAGRÁFICA", que hacía una serie de propuestas críticas sobre la fotografía como medio, como técnica y como lenguaje; "Nueva fotografía" ofrecía portafolios fotográficos diversos; además se ofrecían reportajes muy diferentes de lo habitual y la oportunidad de contemplar las fotos de autores extranjeros como Bernard Plossu, Duane Michals, Christian von Alvensleben, etc.

### Jorge Rueda, director
En la primavera de 1975 asume la dirección Jorge Rueda con un cierto cambio en sus planteamientos y la incorporación de elementos neosurrealistas. El papel del diseño gráfico da lugar a la introducción de elementos más fantásticos. Desde el número 39 al 80 la revista presenta trabajos de diversos fotógrafos: Luis Pérez Mínguez, Rafael Navarro, equipo Yeti, Miguel Oriola, y muchos más, incluso de David Hamilton. En la sección "Bombón Era" se presentaban fotomontajes con frecuencia, ya que se trataba de una técnica bastante aceptada en los planteamientos de la revista.
La actitud provocadora de la revista y el rechazo de los sectores conservadores dio origen a la retirada de la publicidad, causando una crisis económica en su financiación.

### El final de revista
A finales del invierno de 1979 vuelven a la dirección Carlos Serrano y Pablo Pérez-Mínguez realizando tres números más: 81, 82 y 83. Con el nombre de Nueva "Nueva Lente" quisieron relanzar la revista, pero no alcanzaron el éxito deseado. Un posible motivo puede ser el cambio experimentado por la sociedad española.
A continuación, ante las dificultades económicas, se encarga de la dirección Salvador Obiols. La revista pasa a reflejar la fotografía de autor y los premios de los concursos. En 1983 se cierra la revista.